# AS Roma 1933/1934
Sezon 1933/1934 klubu AS Roma.

## Sezon
Przed sezonem 1933/1934 doszło do dużej rewolucji kadrowej w zespole Romy. Odeszła legenda Rodolfo Volk, a sprowadzono zaciąg Argentyńczyków w osobach Alejandro Scopellego, Andrésa Stagnaro i Enrique Guaity. Guaita, którego nazwano "Corsaro Nero" (Czarny Korsarz), wraz ze Scopellim spisywali się nadzwyczaj skutecznie obaj zaliczając 28 goli. Do historii przeszły derby z S.S. Lazio, gdy "giallorossi" pokonali rywali aż 5:0 - hat-tricka zaliczył Ernesto Tommasi, a dwa gole dołożył Fulvio Bernardini. Przez cały sezon Roma grała w czarnych koszulkach na cześć faszystowskiego reżimu. Trener Luigi Barbesino doprowadził Romę do 5. miejsca w rozgrywkach mistrzostw Włoch.

## Rozgrywki
- Campionato Italiano: 5. pozycja

## Skład i ustawienie zespołu
| W SEZONIE 1933/1934         |                   |                |       |      |
| Imię i nazwisko             | Kraj              | Data urodzenia | Mecze | Gole |
| Trener                      |                   |                |       |      |
| Luigi Barbesino             | Włochy            | 30.05.1894     |       |      |
| Bramkarze                   |                   |                |       |      |
| Guido Masetti               | Włochy            | 22.11.1907     | 34    | 0    |
| Giovanni Zucca              | Włochy            | 11.12.1907     | 0     | 0    |
| Obrońcy                     |                   |                |       |      |
| Renato Bodini               | Włochy            | 01.10.1909     | 24    | 0    |
| Giorgio Carpi               | Włochy            | 01.11.1909     | 1     | 0    |
| Andrea Gadaldi              | Włochy            | 25.08.1907     | 14    | 0    |
| Giulio Liberati             | Włochy            | ?              | 1     | 0    |
| Angelo Pasolini             | Włochy            | 14.10.1905     | 23    | 0    |
| Pomocnicy                   |                   |                |       |      |
| Fulvio Bernardini           | Włochy            | 28.12.1905     | 16    | 3    |
| Gino Callegari              | Włochy            | 14.04.1911     | 20    | 0    |
| Nazzareno Celestini         | Włochy            | 14.04.1914     | 1     | 0    |
| Bruno Dugoni                | Włochy            | 30.03.1905     | 16    | 2    |
| Attilio Ferraris            | Włochy            | 23.06.1904     | 21    | 1    |
| Antonio Fusco               | Włochy            | 06.01.1916     | 20    | 1    |
| Balila Lombardi             | Włochy            | 01.04.1916     | 4     | 0    |
| Franco Scaramelli           | Włochy            | 08.09.1911     | 8     | 1    |
| Alejandro Scopelli Casanova | Włochy/ Argentyna | 12.05.1908     | 34    | 14   |
| Andrés Stagnaro             | Włochy/ Argentyna | 19.11.1907     | 25    | 0    |
| Ernesto Tomasi              | Włochy            | 30.12.1906     | 29    | 8    |
| Napastnicy                  |                   |                |       |      |
| Elvio Banchero              | Włochy            | 28.04.1904     | 8     | 1    |
| Marco Belladonna            | Włochy            | ?              | 1     | 0    |
| Arturo Chini Ludueña        | Argentyna         | 21.10.1904     | 3     | 0    |
| Raffaele Costantino         | Włochy            | 21.12.1903     | 28    | 6    |
| Fernando Eusebio            | Włochy            | 13.08.1910     | 11    | 3    |
| Enrique Guaita              | Włochy/ Argentyna | 15.07.1910     | 32    | 14   |